# Gödel Lecturer
Gödel-Lecturer est une distinction en logique mathématique décernée par l'Association for Symbolic Logic. Le prix est accompagné d'une conférence donnée par le lauréat devant l'assemblée générale de l'ASL. Ce prix porte le nom de Kurt Gödel.

## Lauréats
Avec le titre de la conférence :
- 1990 Ronald Jensen, Inner Models and Large Cardinals.
- 1991 Dana Scott, Les logiciens vont-ils être remplacés par des machines ? (titre anglais : Will Logicians be Replaced by Machines?)
- 1992 Joseph R. Shoenfield, The Priority Method.
- 1993 Angus Macintyre, Logic of Real and p-adic Analysis: Achievements and Challenges.
- 1994 Donald A. Martin, L(R) : un état des lieux (titre anglais : L(R): A Survey).
- 1995 Leo Harrington, Gödel, Heidegger, and Direct Perception (or, Why I am a Recursion Theorist).
- 1996 Saharon Shelah, Categoricity without compactness.
- 1997 Solomon Feferman, Occupations and Preoccupations with Gödel: His „Works“ and the Work.
- 1998 Alexander S. Kechris, Tendances actuelles en théorie descriptive des ensembles (titre anglais : Current Trends in Descriptive Set Theory).
- 1999 Stephen A. Cook, Logique et complexité calculatoire (titre anglais : Logic and computational complexity).
- 2000 Jon Barwise, décédé avant d'avoir pu donner sa conférence
- 2001 Theodore A. Slaman, Théorie de la récursion (titre anglais : Recursion Theory).
- 2002 Harvey Friedman, Problèmes des fondements des mathématiques (titre anglais : Issues in the foundations of mathematics).
- 2003 Boris Zilber, Categoricity.
- 2004 Michael O. Rabin, Proofs persuasions and randomness in mathematics.
- 2005 Menachem Magidor, Skolem-Lowenheim theorems for generalized logics.
- 2006 Per Martin-Löf, Deux niveaux de logique (titre anglais : The two layers of logic).
- 2007 Ehud Hrushovski, en son absence, une conférence sur ses travaux a été donnée par Thomas Scanlon.
- 2008 W. Hugh Woodin, The Continuum Hypothesis, the Ω-Conjecture, and the inner model problem of one supercompact cardinal.
- 2009 Richard A. Shore, Reverse Mathematics: the Playground of Logic.
- 2010 Alexandre Razborov, Complexity of Propositional Proofs.
- 2011 Anand Pillay, Théories du premier ordre (titre anglais : First order theories).
- 2012 John R. Steel, The hereditarily ordinal definable sets in models of determinacy.
- 2013 Kit Fine[1], Truthmaker semantics.
- 2014 Julia Knight[2] Computable structure theory and formulas of special forms.
- 2015 Alex Wilkie[3] Complex continuations of functions definable in {\displaystyle \mathbb {R} _{an,exp}} with a diophantine application.
- 2016 Stevo Todorčević, Basis problems in set theory.
- 2017 Charles Parsons, Gödel and the universe of sets.
- 2018 Rod Downey, Algorithmic randomness.
- 2019 Samuel Buss, Totality, provability and feasibility[4]
- 2020 Élisabeth Bouscaren, The ubiquity of configurations in Model Theory.
- 2021 Matthew Foreman, Gödel Diffeomorphisms.
- 2022 Patricia Blanchette, Formalism in Logic.
- 2023 Carl Jockusch, From algorithms which succeed on a large set of inputs to the Turing degrees as a metric space.
- 2024 Thomas Scanlon